# Saint-Saturnin (Cher)
Saint-Saturnin é uma comuna francesa na região administrativa do Centro, no departamento de Cher. Estende-se por uma área de 39,04 km². Em 2010 a comuna tinha 432 habitantes (densidade: 11,1 hab./km²).